# تپه مترسک
تپه مترسک در شهرستان گرمسار، بخش ایوانکی، ۸۴۰۰ متری جنوب شرقی شهر ایوانکی واقع شده و این اثر در تاریخ ۲۶ اسفند ۱۳۸۷ با شمارهٔ ثبت ۲۶۱۲۸ به‌عنوان یکی از آثار ملی ایران به ثبت رسیده است.